# Cloeon samoense
Cloeon samoense is een haft uit de familie Baetidae. De wetenschappelijke naam van de soort is voor het eerst geldig gepubliceerd in 1928 door Tillyard.
De soort komt voor op eilanden in de Grote Oceaan.